# Conservatorio di Bratislava
La Conservatorio di Bratislava (in slovacco: Konzervatórium) è una scuola di musica slovacca, con sede nella capitale Bratislava. È stato fondato il 6 novembre 1919 come prima scuola di questo genere in Slovacchia per la formazione di artisti professionisti. Il conservatorio ha gettato solide basi per l'arte musicale, canora e drammatica del paese. I suoi diplomati operano come artisti di musica e teatro in Slovacchia e all'estero, con la possibilità di continuare i loro studi presso istituti d'arte o come insegnanti di scuole d'arte inferiori.

## Storia

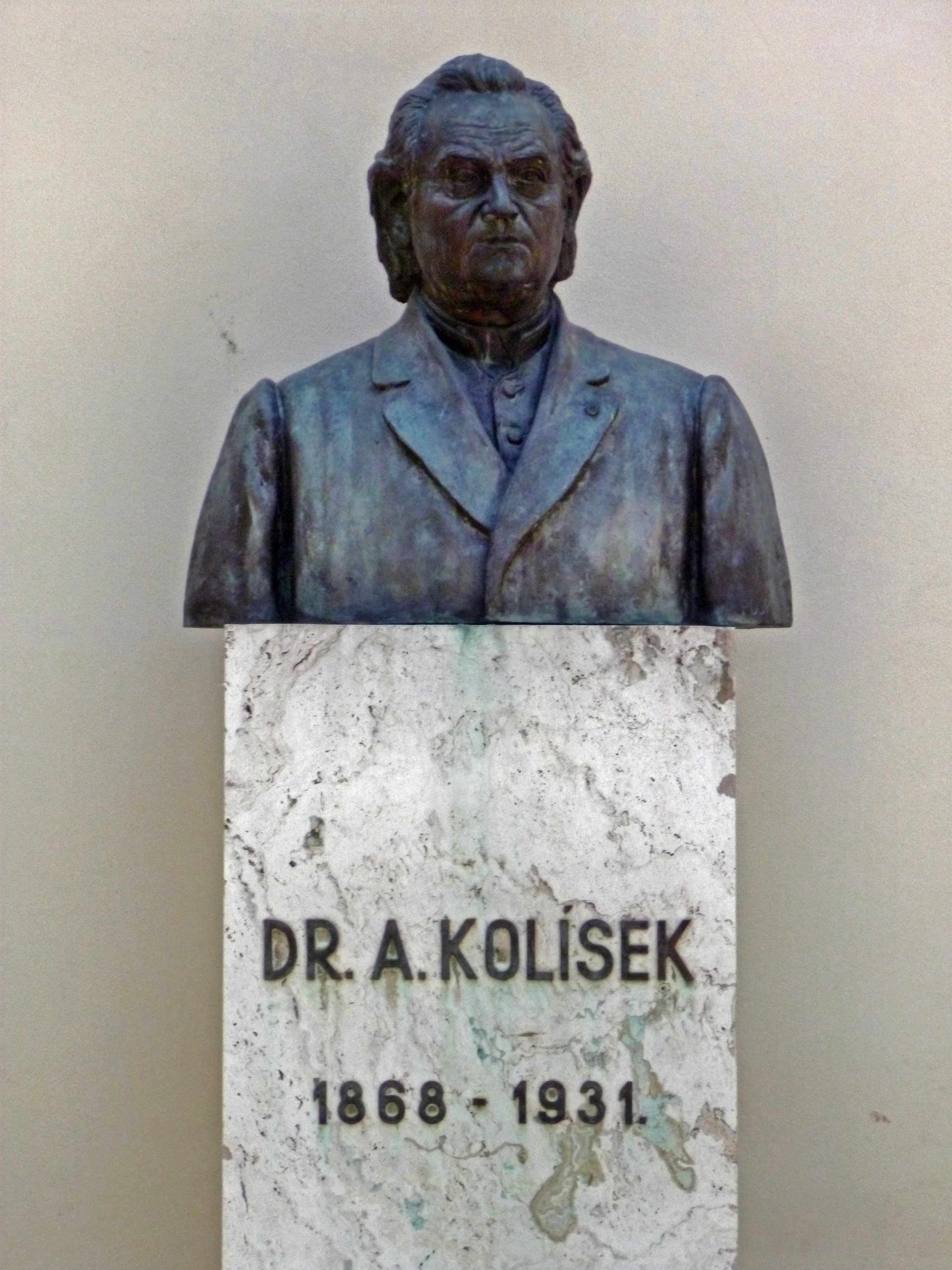
Alois Kolísek

Fino al 1919, giovani talenti slovacchi frequentavano scuole di musica nelle città europee circostanti, come Vienna e Budapest. Solo i successivi sforzi di personalità del tempo, come Mikuláš Schneider-Trnavský, Miloš Ruppeldt, Alois Kolísek e altri, si occuparono del cambiamento. Al primo incontro dell'Unione degli Stati Musicali in Slovacchia nel 1919 a Žilina, hanno affrontato il problema della creazione di un'istituzione per la formazione di musicisti professionisti anche a Bratislava.
La scuola è stata aperta il 6 novembre 1919, con l'obiettivo di «educare artisti e insegnanti di musica slovacchi e aiutare la Slovacchia a creare musica indipendente», secondo le parole del fondatore e primo amministratore del conservatorio Miloš Ruppeldt. In origine aveva solo un dipartimento di archi, pianoforte, fiati e canto. Durante la sua esistenza, la scuola ha istituito diversi nuovi dipartimenti e ha assunto diverse denominazione.
Oggi, il Conservatorio di Bratislava è una delle scuole di musica europee più avanzate, con propri gruppi musicali, attività concertistiche e artistiche, che collabora con l'estero, la radio, la televisione, l'Orchestra filarmonica slovacca, il Teatro Nazionale Slovacco e altri teatri.
Sin dal suo inizio, il conservatorio ha formato molti importanti artisti slovacchi, come Eugen Suchoň (il cui nome porta anche la sala da concerto del conservatorio), Peter Dvorský, Edita Gruberová, Ladislav Chudík e molti altri.
Dagli anni '70, il Conservatorio di Bratislava è ospitato nell'edificio principale su Tolstého ulica, le lezioni si svolgono anche nell'edificio vicino in Mateja Bella ulica e in un altro edificio vicino sull'antica Konventná ulica.

### Denominazioni del conservatorio
Nella sua storia centenaria il Conservatorio ha cambiato nome più volte: 
- Dal 1919 al 1928: Hudobná škola pre Slovensko ("Scuola musicale per la Slovacchia")
- dal 1928 al 1941: Hudobná a dramatická akadémia ("Accademia musicale e drammatica")
- dal 1941 al 1960: Štátne konzervatórium ("Conservatorio di Stato")
- dal 1960 al 2002: Konzervatórium ("Conservatorio")
- dal 2002 al 2006: Konzervatórium v Bratislave ("Conservatorio di Bratislava")
- dal 2006: Konzervatórium ("Conservatorio")

### Direttori
- 1919-1921 Miloš Ruppeldt
- 1922-1948 Frico Kafenda
- 1948-1950 Ján Strelec
- 1950-1954 Andrej Očenáš
- 1955-1962 Michal Vilec
- 1962-1986 Zdenko Nováček
- 1988-1990 Peter Oswald
- 1990- 2019 Peter Čerman
- 2019- Dana Hajóssi

## Corso di studi
I corsi del Conservatorio durano sei anni. Durante il corso, gli studenti hanno esibizioni regolari e sostengono esami ogni sei mesi. Dopo aver completato con successo il quarto anno, gli studenti sostengono l'esame di maturità e al termine del sesto anno, il corso viene portato a termine con un esame detto absolutórium. L'absolutórium consiste in un'esibizione pubblica nel campo di studio principale, un esame di formazione pedagogica e la difesa di una tesi. In caso di superamento dell'esame, il diplomato riceve un diploma riconosciuto a livello mondiale.

## Settori di studio
È possibile scegliere un corso nei seguenti settori:
- canto
- arte musicale drammatica
- musica, con la scelta fra i seguenti indirizzi: composizione, direzione d'orchestra, musica sacra, organo, fisarmonica, strumenti a fiato, strumenti a corda, strumenti a percussione.

Accanto alle materie principali, gli studenti ricevono insegnamenti in uno spettro di materie che amplia la loro formazione musicale: materie individuali (fra cui pianoforte è obbligatorio), materie di gruppo (fra cui teoria musicale, analisi uditiva, musica da camera) e materie collettive (fra cui lingua slovacca e storia della musica). Il conservatorio permette anche forme di studio individuali o straordinarie con possibilità di modificare la scelta delle materie.  

## Ammissione
L'ammissione è subordinata al superamento degli esami di ammissione a marzo, che verificano lo sviluppo del talento, i presupposti mentali e fisici per lo studio. I candidati sono sottoposti a esami nella materia principale, prove di teoria musicale, intonazione, ritmo, lingua slovacca e pianoforte obbligatorio. In preparazione agli esami, i candidati possono essere informati ed esercitarsi per la modalità gli esami, nelle giornate metodologiche, tre volte l'anno.

## Formazioni artistiche
L'Orchestra sinfonica del Conservatorio di Bratislava (Symfonický orchester Konzervatória v Bratislave) e il Coro del Conservatorio di Bratislava (Zbor Konzervatória v Bratislave) sono le formazioni artistiche degli studenti del conservatorio, che nelle loro esibizioni interpretano e diffondono la cultura musicale europea e in modo particolare il patrimonio musicale slovacco e la scuola artistica slovacca. 
L'Orchestra sinfonica del Conservatorio di Bratislava ha 85 componenti. Fra i suoi direttori vi sono stati Kornel Schimpl, Gerhard Auer, Zdeněk Bílek, Vladimír Daněk, Adolf Vykydal, Robert Stankovský. L'orchestra si esibisce in concerti regolari, partecipa ai principali festival europei, suona per la Radio slovacca e per la Televisione slovacca e ha interpretato numerose prime di compositori slovacchi.  
Il Coro del Conservatorio di Bratislava è un coro da camera formato da studenti. Fra i suoi direttori vi sono stati Ján Strelec, Ján Cikker, Imrich Križan, Ladislav Holásek, Ján Klimo. Il coro è noto non solo in patria, ma anche in numerosi stati europei, negli Stati Uniti d'America, in Australia, in Messico, in Israele e in Giordania. Si esibisce regolarmente nella Cattedrale di San Martino, canta per la Radio slovacca e per la Televisione slovacca, collabora con l'Orchestra da camera slovacca fondata da Bohdan Warchal, con l'Orchestra Sinfonica della Radio Slovacca, con l'orchestra della Cappella Istropolitana e con l'Orchestra sinfonica del Conservatorio di Bratislava.